# 戴利群島
戴利群島（英語：Dailey Islands），是南極洲的島嶼，位於維多利亞地的斯科特海岸，處於巧克力角東北面8公里，由羅伯特·斯科特率領的英國探險隊發現，現時由南極條約體系管理。